# Маврикийская пустельга
Маврикийская пустельга (лат. Falco punctatus) — вид хищных птиц рода соколов.
Эндемик острова Маврикий. К 1974 году оставалось лишь четыре вольные и две клеточные птицы. Причиной этому послужило сведение лесов острова, площадь которых уменьшилась более чем в 30 раз, а также интродукция чужеродных для Маврикия видов: домашней кошки, чёрной крысы, яванской макаки и малого мангуста. Схожий островной вид соколов на соседнем Реюньоне, Falco duboisi, вымер ещё в XVII веке. Благодаря принятым мерам по охране и разведению, к 2005 году насчитывалось от 800 до 1000 особей этих птиц.
Самцы и самки маврикийской пустельги окрашены одинаково, подобно сейшельской, и в отличие от обыкновенной и других видов группы. Окраска напоминает окраску самки обыкновенной пустельги.
Питается фельзумами и другими ящерицами, крупными насекомыми и мелкими птицами.